# Chiesa di Sant'Elisabetta (Fogliano Redipuglia)
La chiesa di Sant'Elisabetta è la parrocchiale di Fogliano, frazione-capoluogo del comune sparso di Fogliano Redipuglia, in provincia ed arcidiocesi di Gorizia; fa parte del decanato di Ronchi dei Legionari.

## Storia
Alla fine del XIX secolo l'antica chiesetta di Santa Maria in Monte, situata fuori dal paese, alle pendici dei rilievi carsici, non era più sufficiente a soddisfare le esigenze dei fedeli; così, don Giovanni Battista Bressan decise di realizzarne una nuova nel borgo.
Il terreno venne donato da tale Pirro Cosolo e l'ingegner Giovanni Calzoni fu incaricato di redigere i disegni; la prima pietra venne posta il 22 novembre 1896 alla presenza di don Luigi Faidutti, delegato dell'arcivescovo di Gorizia e Gradisca Luigi Mattia Zorn. Tuttavia, già l'anno successivo i lavori s'interruppero per mancanza di fondi, per poi venir ripresi nel 1898 con un nuovo progetto, più contenuto, redatto dal cervignanese Sebastiano Bradaschia; la chiesa fu benedetta da don Faidutti e aperta al culto l'8 luglio 1900.
Negli anni successivi si provvide a posare il pavimento e ad eseguire le decorazioni dell'interno; il campanile venne costruito tra il 1924 e il 1925 su imitazione di quello della già citata chiesa di Santa Maria in Monte, demolito nel 1915, anche se i progetti originali prevedevano una torre con copertura a cipolla sull'altro lato della parrocchiale.
La consacrazione fu impartita il 19 novembre 1960 dall'arcivescovo Giacinto Giovanni Ambrosi; la chiesa venne poi restaurata nel 1987.

## Descrizione

### Esterno
La facciata a capanna della chiesa, rivolta ad oriente e scandita da quattro lesene tuscaniche sorreggenti il fregio liscio e il frontone, nel quale s'apre un oculo, presenta al centro il portale timpanato e una finestra di forma semicircolare inscritta in un arco a tutto sesto.

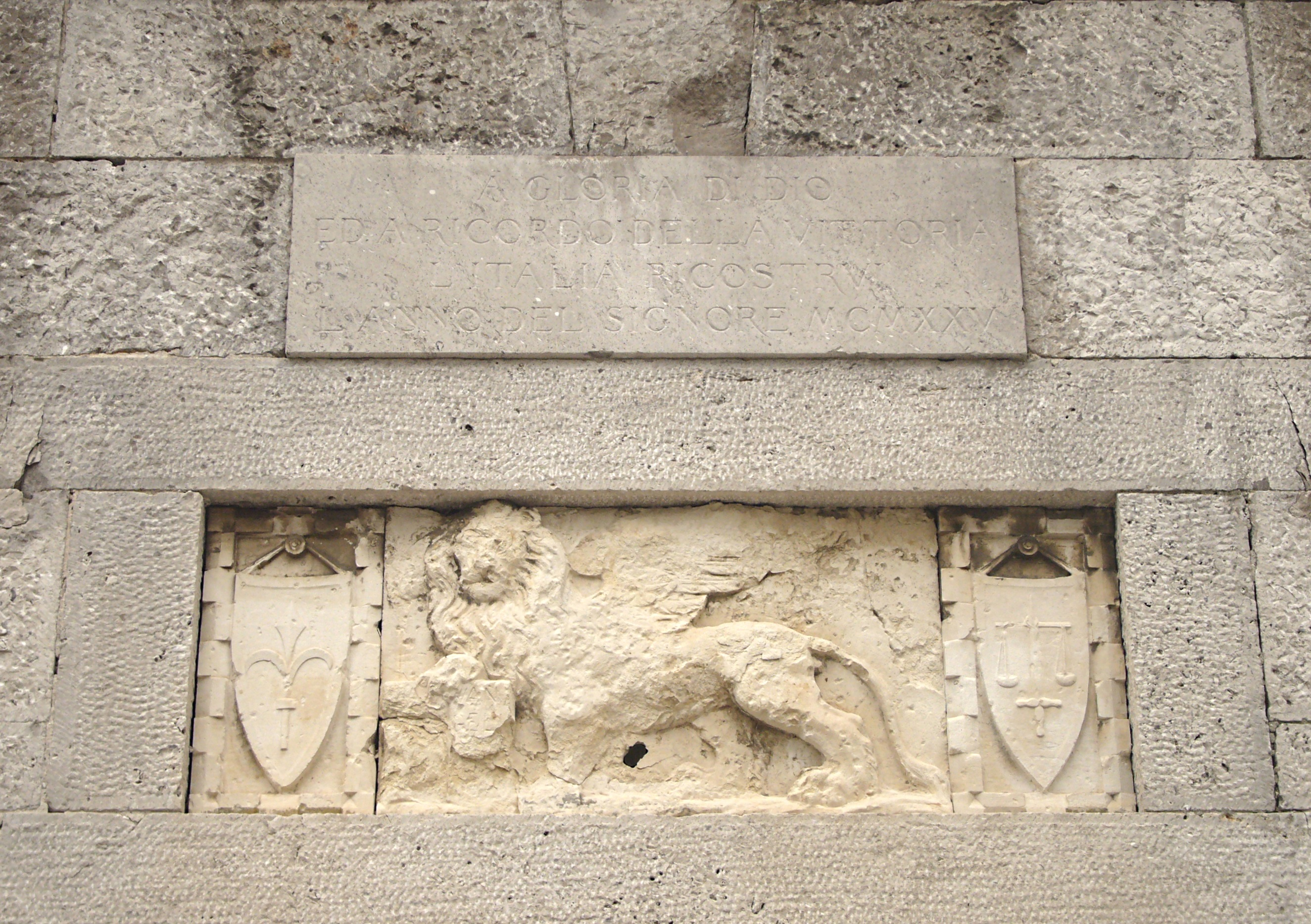
Il Leone di San Marco affiancato dall'alabarda e dalla bilancia

A circa un metro e mezzo dalla parrocchiale si erge il campanile in pietra a base quadrata, la cui cella, in mattoni, presenta su ogni lato una bifora sormontata da archetti pensili ed è coperta dal tetto a quattro falde; sopra la porticina d'ingresso è presente una lapide raffigurante il Leone di San Marco affiancato dall'alabarda e dalla bilancia.

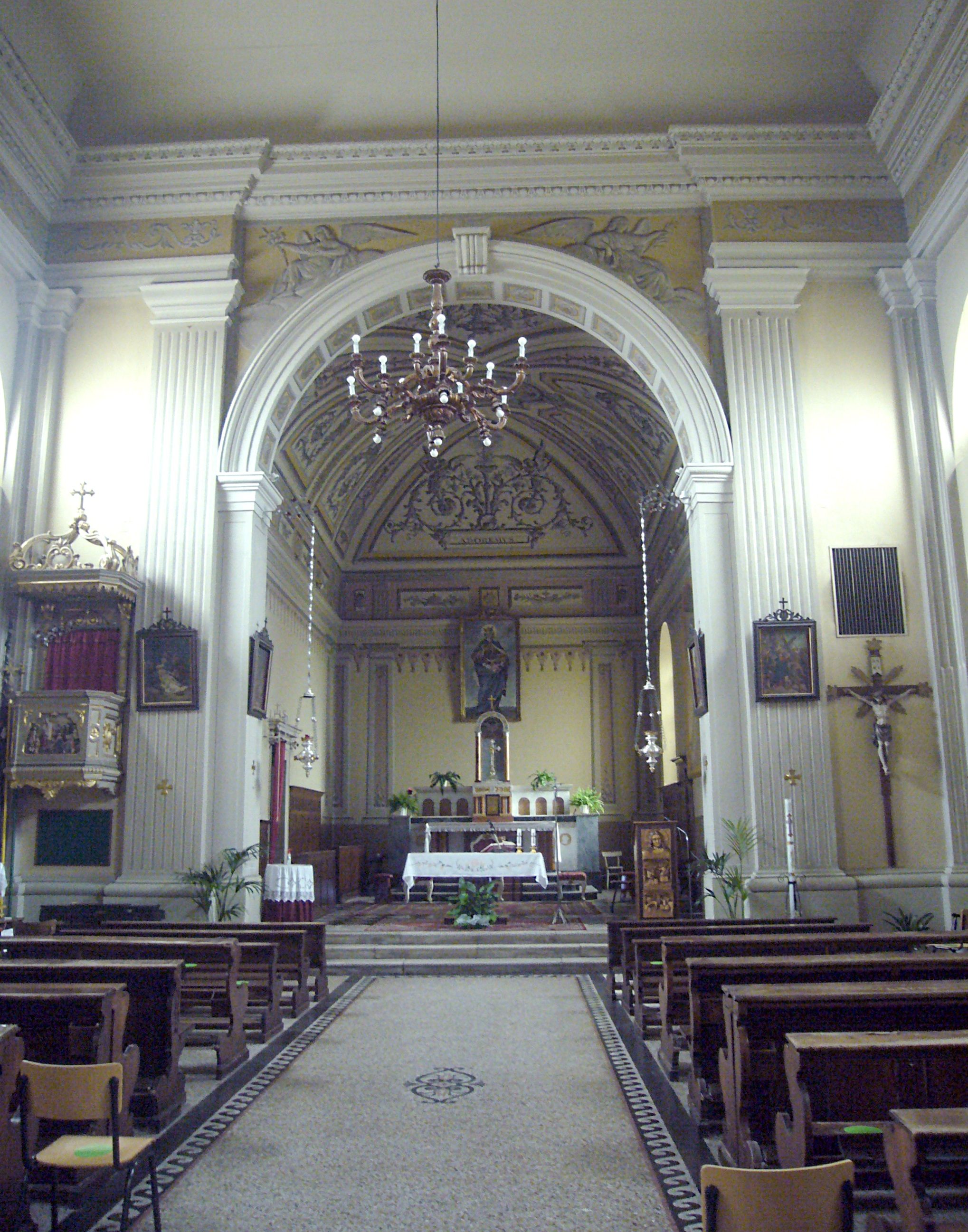
L'interno

### Interno
L'interno dell'edificio si compone di un'unica navata, suddivisa in cinque campate da lesene doriche, abbellite da scanalature dipinte e sorreggenti la trabeazione sopra la quale si imposta il soffitto piano; al termine dell'aula si sviluppa il presbiterio, introdotto dall'arco santo, rialzato di tre gradini e chiuso dalla parete di fondo piatta.
Qui sono conservate numerose opere di pregio, tra le quali l'altare maggiore, costruito nel 1959 e abbellito da due tondi in cui sono rappresentati l'Agnello di Dio e la Vittoria Eucaristica, l'organo, realizzato nel XVIII secolo da Pietro Nacchini e originariamente collocato nella chiesa parrocchiale di Romans, e il marmoreo altare laterale della Madonna della Salute, impreziosito da una statua raffigurante la Madonna con il Bambino.